# Тодорович, Миялко
Миялко Тодорович Плавы (серб. Мијалко Тодоровић Плави; 25 сентября 1913, дер. Драгушица, близ Крагуеваца, Сербия — 3 марта 1999, Белград, Союзная Республика Югославия) — югославский государственный деятель, председатель Союзной скупщины СФРЮ (1971—1974), Народный герой Югославии.

## Биография
Уже в старших классах школы включился в рабочее движение в Крагуеваце. В 1940 г. окончил инженерный факультет Белградского университета, во время учёбы участвовал в революционном студенческом движении, принимал участие в Международной молодёжной конференции в Реймсе по оказанию помощи беженцам и жертвам войны и в Международной конференции студентов-социалистов и коммунистов в Париже летом 1937 г. В 1938 г. вступил в ряды Коммунистической партии Югославии (КПЮ).
С 1939 г. находился на партийной работе на территории Сербии: являлся секретарем местного отделения КПЮ Крагуеваца и членом областного комитета Шумадии. После оккупации Королевства Югославии являлся организатором освободительного движения в округе Крагуевац. В декабре 1941 г. был назначен заместителем, а затем политическим комиссаром 1-го пролетарского армейского корпуса. В конце войны становится политическим комиссаром Первой югославской армии.
В послевоенное время занимал ряд ответственных государственных и партийных должностей:
- 1945—1948 гг. — начальник военно-промышленного департамента Министерства национальной обороны, затем — заместитель министра национальной обороны,
- 1948—1953 гг. — министр сельского хозяйства ФНРЮ,
- 1953—1958 гг. — член Союзного исполнительного веча Югославии,
- 1958—1963 гг. — заместитель председателя комитета по экономической координации Союзного исполнительного веча Югославии,
- 1963—1971 гг. — заместитель председателя Союзной скупщины СФРЮ и председатель Союзного вече Союзной скупщины СФРЮ,
- 1965—1966 гг. — секретарь ЦК СКЮ,
- 1971—1974 гг. — председатель Союзной скупщины СФРЮ.

В 1986—1987 гг. — председатель Совета Союза профсоюзов Югославии.
Избирался членом Президиума ЦК СКЮ. В июле 1952 г. был удостоен звания Народного героя Югославии.